# Dalba

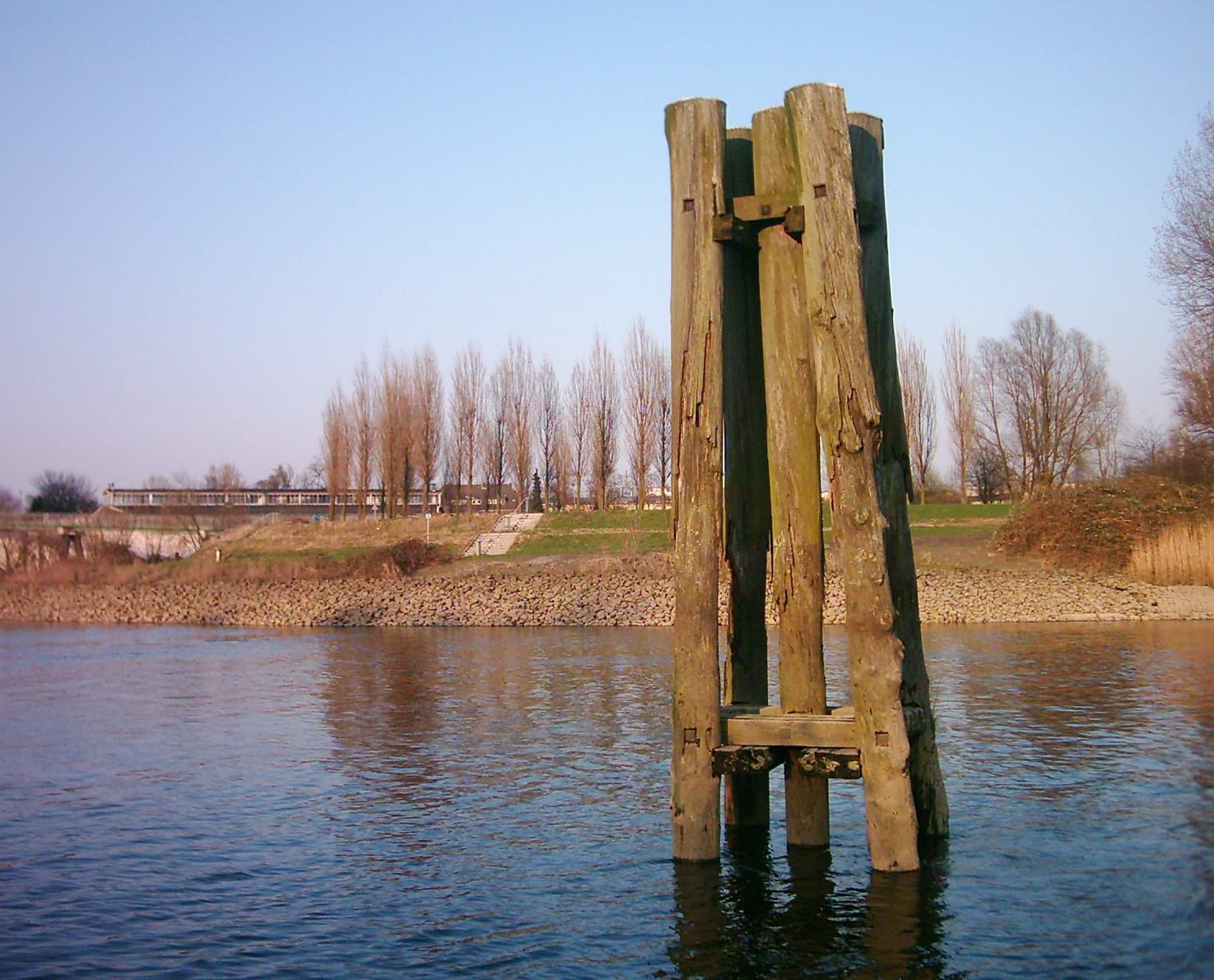
Dalba w Hamburgu

Dalba – gruby pal (wiązka pali lub rura) wbity w dno akwenu i wystający ponad powierzchnię wody, wykorzystywany w różnych celach:
- jako uchwyt do cumowania
- na terenie akwatorium portowego jako oś do ciasnego obracania jednostek pływających (tzw. obrotnica portowa)
- jako osłona wejścia do budowli hydrotechnicznej, np. wejścia do kanału, portu, śluzy, doku
- jako osłona brzegów kanału, falochronu itp., szczególnie jeżeli są przy nich płycizny
- jako wytyczenie i jednocześnie osłona krawędzi toru wodnego wytyczonego wśród płycizn
- jako rodzaj znaku nawigacyjnego lub postument dla takiego znaku
- jako miejsce do określania dewiacji kompasu magnetycznego, tzw. dalba dewiacyjna – mniejsze jednostki pływające cumują przy takiej dalbie i obracając się wokół niej określają poprawkę kompasu na różnych kursach
- jako znak graniczny (np. dalba „7” na Jeziorze Nowowarpieńskim)